# Portugiesische Badmintonmeisterschaft 1962
Die Portugiesische Badmintonmeisterschaft 1962 fand in Lissabon statt. Es war die fünfte Austragung der nationalen Titelkämpfe in Portugal.

## Titelträger
| Disziplin    | Sieger                           |
| ------------ | -------------------------------- |
| Herreneinzel | Alegre dos Santos                |
| Dameneinzel  | Isabel Cabral                    |
| Herrendoppel | Ramiro Correia Alegre dos Santos |
| Damendoppel  | nicht ausgetragen                |
| Mixed        | Jorge Gomez Isabel Cabral        |